# Lola (película de 1961)
Lola es una película dramática francoitaliana de 1961 dirigida por Jacques Demy, su ópera prima, que fue ideada como un homenaje al director Max Ophüls, descrita por Demy como un «musical sin música». Anouk Aimée protagonizó el papel principal. La película fue restaurada y relanzada por la viuda de Demy, la cineasta francesa Agnès Varda.
Lola es la primera película de una trilogía, continuada en 1964 con Los paraguas de Cherburgo y concluida en 1969 con Model Shop. Los nombres de la película y el personaje principal se inspiraron en la película El ángel azul de Josef von Sternberg de 1930, en la que Marlene Dietrich interpretó a una artista burlesca llamada Lola Lola.

## Sinopsis
Lola tiene lugar en la ciudad costera atlántica de Nantes, Francia. Un joven, Roland Cassard, desperdicia su vida hasta que tiene un encuentro casual con Lola, una mujer que conoció cuando era adolescente antes de la Segunda Guerra Mundial, que ahora es bailarina de cabaret. Aunque Roland está bastante enamorado de ella, Lola está preocupada por su antiguo amante Michel, quien la abandonó después de embarazarla siete años antes. También compite por el corazón de Lola el marinero estadounidense Frankie, cuyo afecto Lola no devuelve.
Luchando por conseguir trabajo, Roland se involucra en un complot de contrabando de diamantes con un barbero local. Cécile, una niña de 13 años, se cruza con Roland; en muchos sentidos le recuerda a Lola, cuyo verdadero nombre también es Cécile. Al final, Michel regresa a Nantes, aparentemente con mucho éxito y con la esperanza de casarse con Lola, justo cuando ella se va a Marsella a buscar otro trabajo. Al final, se va con Michel, como siempre dijo que haría.

## Reparto
- Anouk Aimée como Lola/Cécile;
- Marc Michel como Roland Cassard;
- Alan Scott como Frankie;
- Elina Labourdette como la señora Desnoyers;
- Annie Duperoux como Cécile Desnoyers;
- Jacques Harden como Michel;
- Margo Lion como Jeanne, la madre de Michel;
- Catherine Lutz como Claire, la gerente del bar;
- Corinne Marchand como Daisy;
- Yvette Anziani como la señora Frédérique;
- Dorothée Blank como Dolly;
- Isabelle Lunghini como Nelly;
- Annick Noël como Ellen;
- Anne Zamire como Maggie;
- Ginette Valton como la gerente del salón de belleza;
- Carlo Nell como el profesor de baile.

## Banda sonora
La banda sonora fue compuesta por Michel Legrand. Cuenta con una canción original, «Lola», escrita por Agnès Varda, e interpretada por Jacqueline Danno en postsincronización.
La banda sonora también contiene extractos de la canción «Moi j’étais pour elle» (escrita por Pierre Delanoë e interpretada por Marguerite Monnot), la Sinfonía n.º 7 de Beethoven, El clave bien temperado de Bach, el concierto para flauta en re mayor de Mozart, Invitación a la danza de Weber, y los primeros compases del tema «La Maison Tellier» (parte de la película Le Plaisir de Max Ophüls).

## Recepción de la crítica
Lola recibió críticas moderadas de los profesionales. Jonathan Rosenbaum, del Chicago Reader, escribió que estaba «entre las principales obras más olvidadas de la nueva ola francesa» y «en cierto modo, la más característica [de Demy]».
Travis Hooper de Film Freak Central le otorgó 3,5 de 4 estrellas y afirmó que creía que «no tiene el rigor intelectual de esas otras películas». Continuó escribiendo que «es más fuerte en el sentimiento, mostrando que necesitamos más que la confirmación de lo peor si tenemos la intención de sobrevivir intactos a nuestras vidas.»
Not Just Movies le dio a Lola una calificación A, principalmente por el «estilo New Wave-cum-clásico» de Demy, que «crea un mundo autónomo que da una neblina suavemente iluminada a la realidad a medida que los personajes se apuntan constantemente entre sí y fallan, a veces pasando a escasos centímetros uno del otro antes de continuar o cambiar de rumbo.»
Wong Kar-wai citó a Lola como una influencia principal en su película Chungking Express, al inspirar la segunda mitad de esa película.